# Grundwasserverordnung
Die Grundwasserverordnung vereinheitlicht die Umsetzung der EU-rechtlichen Vorgaben, um insgesamt ein gleichartiges Grundwasserschutzniveau in ganz Deutschland zu gewährleisten. Als Alternative zu 16 Länderverordnungen leiste die Verordnung einen wichtigen Beitrag zur Deregulierung und zum Bürokratieabbau.
Sie löste die frühere Grundwasserverordnung (Verordnung zur Umsetzung der Richtlinie 80/68/EWG des Rates vom 17. Dezember 1979 über den Schutz des Grundwassers gegen Verschmutzung durch bestimmte gefährliche Stoffe) ab, die ebenfalls dem Schutz des Grundwassers gegen Verschmutzung durch bestimmte gefährliche Stoffe diente.